# Томас і друзі
«Томас і друзі», також відомий як «Паровоз Томас і його друзі» , (англ. Thomas & Friends) — британський дитячий телесеріал, створений Брітт Олкрофт на основі серії книг «Залізниця» (англ. The Railway Series) Вілберта Одрі та його сина Крістофера.
В серіалі розповідається про пригоди Томаса, антропоморфного блакитного паровоза та його друзів — Едварда, Генрі, Гордона, Джеймса, Персі, Тобі та інших паровозів Товстого Контролера. Події відбувалися на вигаданій Північно-Західній залізниці вигаданого острову Содор.
Вперше транслювався у США 29 січня 1989 року на каналі PTV Park PBS. Права на серіал належать HIT Entertainment (дочірня компанія Mattel). Прем'єра нового 2D-анімаційного серіалу Thomas & Friends: All Engines Go відбулася 13 вересня 2021 року в дошкільному програмному блоці Cartoonito на каналі Cartoon Network.